# Världsmästerskapet i futsal 2000
Världsmästerskapet i futsal 2000 (officiellt FIFA Futsal World Championship Guatemala 2000) spelades i Guatemala mellan 18 november och 3 december, 2000. Det var den fjärde upplagan av världsmästerskapet i futsal som Fifa anordnade. 16 landslag deltog i slutspelet som bestod av 40 matcher. De deltagande lagen (förutom värdnationen Guatemala) i mästerskapet spelade ett kvalspel för respektive federation. 
Mästerskapets slutsegrare blev Spanien som i finalen spelade mot Brasilien. Portugal vann bronsmatchen mot Ryssland.

## Kvalificerade länder
| Federation                                      | Turnering | Kvalificerade lag                                        |
| ----------------------------------------------- | --- | -------------------------------------------------------- |
| AFC Asien                                       | Asiatiska mästerskapet i futsal 2000 Spelades i Thailand; 5–12 maj 2000                                        | Iran · Kazakstan · Thailand                              |
| CAF Afrika                                      | Afrikanska mästerskapet i futsal 2000 Spelades i Egypten; 16–21 april 2000                                     | Egypten                                                  |
| CONCACAF Nord– och Centralamerika samt Karibien | CONCACAF-mästerskapet i futsal 2000 Spelades i Guatemala; 20–29 juli 2000                                      | Costa Rica · Guatemala (Värdnation) · Kuba               |
| CONMEBOL Sydamerika                             | CONMEBOL-mästerskapet 2000 Spelades i Brasilien; 29 april–7 maj 2000                                           | Argentina · Brasilien · Uruguay                          |
| OFC Oceanien                                    | Oceaniska mästerskapet i futsal 1999 Spelades i Vanuatu; 21–28 augusti 1999                                    | Australien                                               |
| UEFA Europa                                     | Kvalspelet till världsmästerskapet i futsal 2000 (UEFA) Spelades på 5 platser i Europa; 30 januari–5 mars 2000 | Kroatien · Nederländerna · Portugal · Ryssland · Spanien |

## Spelartrupper
Varje lag fick ta med sig 14 utespelare samt en förbundskapten. Spelarna skulle vara anmälda till Fifa innan turneringens start.

## Spelorter
| Guatemala | Guatemala                     | Guatemala                                 |
| --------- | ----------------------------- | ----------------------------------------- |
| Spelort   | Guatemala City                | Guatemala City                            |
| Arena     | Domo Polideportivo de la CDAG | Gimnasio Nacional Teodoro Palacios Flores |
| Kapacitet | 7 500                         | 7 000                                     |

## Gruppspel

### Omgång 1

#### Grupp A
| Nr | Lag       | S | V | O | F | GM | IM | MS  | P |
| -- | --------- | - | - | - | - | -- | -- | --- | - |
| 1  | Brasilien | 3 | 3 | 0 | 0 | 45 | 3  | +42 | 9 |
| 2  | Portugal  | 3 | 2 | 0 | 1 | 12 | 8  | +4  | 6 |
| 3  | Guatemala | 3 | 1 | 0 | 2 | 10 | 40 | −30 | 3 |
| 4  | Kazakstan | 3 | 0 | 0 | 3 | 8  | 24 | −16 | 0 |

| Hemma \ Borta | Brasilien | Guatemala | Kazakstan | Portugal |
| Brasilien     | —         | —         | 12–1      | 4–0      |
| Guatemala     | 2–29      | —         | 6–5       | 2–6      |
| Kazakstan     | —         | —         | —         | —        |
| Portugal      | —         | —         | 6–2       | —        |

#### Grupp B
| Nr | Lag           | S | V | O | F | GM | IM | MS  | P |
| -- | ------------- | - | - | - | - | -- | -- | --- | - |
| 1  | Nederländerna | 3 | 3 | 0 | 0 | 14 | 5  | +9  | 9 |
| 2  | Egypten       | 3 | 2 | 0 | 1 | 14 | 7  | +7  | 6 |
| 3  | Uruguay       | 3 | 1 | 0 | 2 | 7  | 8  | −1  | 3 |
| 4  | Thailand      | 3 | 0 | 0 | 3 | 2  | 17 | −15 | 0 |

| Hemma \ Borta | Egypten | Nederländerna | Thailand | Uruguay |
| Egypten       | —       | —             | 7–0      | 4–2     |
| Nederländerna | 5–3     | —             | 6–1      | 3–1     |
| Thailand      | —       | —             | —        | —       |
| Uruguay       | —       | —             | 4–1      | —       |

#### Grupp C
| Nr | Lag        | S | V | O | F | GM | IM | MS  | P |
| -- | ---------- | - | - | - | - | -- | -- | --- | - |
| 1  | Ryssland   | 3 | 3 | 0 | 0 | 20 | 4  | +16 | 9 |
| 2  | Kroatien   | 3 | 2 | 0 | 1 | 12 | 5  | +7  | 6 |
| 3  | Costa Rica | 3 | 1 | 0 | 2 | 8  | 12 | −4  | 3 |
| 4  | Australien | 3 | 0 | 0 | 3 | 3  | 22 | −19 | 0 |

| Hemma \ Borta | Australien | Costa Rica | Kroatien | Ryssland |
| Australien    | —          | —          | —        | —        |
| Costa Rica    | 6–2        | —          | —        | —        |
| Kroatien      | 6–0        | 4–1        | —        | —        |
| Ryssland      | 10–1       | 6–1        | 4–2      | —        |

#### Grupp D
| Nr | Lag       | S | V | O | F | GM | IM | MS  | P |
| -- | --------- | - | - | - | - | -- | -- | --- | - |
| 1  | Spanien   | 3 | 3 | 0 | 0 | 19 | 2  | +17 | 9 |
| 2  | Argentina | 3 | 2 | 0 | 1 | 10 | 5  | +5  | 6 |
| 3  | Iran      | 3 | 1 | 0 | 2 | 6  | 9  | −3  | 3 |
| 4  | Kuba      | 3 | 0 | 0 | 3 | 1  | 20 | −19 | 0 |

| Hemma \ Borta | Argentina | Iran | Kuba | Spanien |
| Argentina     | —         | 2–1  | 8–1  | —       |
| Iran          | —         | —    | 3–0  | —       |
| Kuba          | 3–0       | 7–2  | —    | 9–0     |
| Spanien       | —         | —    | —    | —       |

### Omgång 2

#### Grupp E
| Nr | Lag       | S | V | O | F | GM | IM | MS  | P |
| -- | --------- | - | - | - | - | -- | -- | --- | - |
| 1  | Brasilien | 3 | 3 | 0 | 0 | 22 | 7  | +15 | 9 |
| 2  | Ryssland  | 3 | 1 | 0 | 2 | 13 | 13 | 0   | 3 |
| 3  | Egypten   | 3 | 1 | 0 | 2 | 13 | 20 | −7  | 3 |
| 4  | Argentina | 3 | 1 | 0 | 2 | 6  | 14 | −8  | 3 |

| Hemma \ Borta | Argentina | Brasilien | Egypten | Ryssland |
| Argentina     | —         | —         | 4–3     | —        |
| Brasilien     | 4–1       | —         | 12–4    | 6–2      |
| Egypten       | —         | —         | —       | 6–4      |
| Ryssland      | 7–1       | —         | —       | —        |

#### Grupp F
| Nr | Lag           | S | V | O | F | GM | IM | MS  | P |
| -- | ------------- | - | - | - | - | -- | -- | --- | - |
| 1  | Spanien       | 3 | 3 | 0 | 0 | 15 | 1  | +14 | 9 |
| 2  | Portugal      | 3 | 2 | 0 | 1 | 7  | 5  | +2  | 6 |
| 3  | Kroatien      | 3 | 1 | 0 | 2 | 6  | 10 | −4  | 3 |
| 4  | Nederländerna | 3 | 0 | 0 | 3 | 3  | 15 | −12 | 0 |

| Hemma \ Borta | Kroatien | Nederländerna | Portugal | Spanien |
| Kroatien      | —        | 5–2           | —        | —       |
| Nederländerna | —        | —             | —        | —       |
| Portugal      | 3–1      | 3–1           | —        | —       |
| Spanien       | 5–0      | 7–0           | 3–1      | —       |

## Utslagsspel
|  | Semifinaler | Semifinaler |       |          | Final      | Final |  |
|  |             |             |       |          |            |       |  |
|  | #37         |             |       |          |            |       |  |
|  | Spanien     | 3 (1)       |       |          |            |       |  |
|  | Ryssland    | 2 (1)       |       |          |            |       |  |
|  |             |             |       |          |            |       |  |
|  |             |             |       |          | #40        |       |  |
|  |             |             |       |          | Spanien    | 4 (2) |  |
|  |             | Brasilien   | 3 (1) |          |            |       |  |
|  |             |             |       |          |            |       |  |
|  |             |             |       |          |            |       |  |
|  |             |             |       |          | Bronsmatch |       |  |
|  | #38         | #38         |       | #39      | #39        |       |  |
|  | Brasilien   | 8 (3)       |       | Ryssland | 2 (2)      |       |  |
|  | Portugal    | 0           |       |          | Portugal   | 4 (1) |  |

### Semifinaler
|       | #37 – 1/12/2000 | Spanien                           | 3 – 2           | Ryssland                      | Domo Polideportivo de la CDAG                   |                                                 |
| 16:00 | 16:00           | Paulo Roberto 15′ Daniel 23′, 39′ | (1 – 1) Rapport | Alexander Verizhnikov 2′, 38′ | Publik: 7 128 Domare: Francisco Salinas Ramirez | Publik: 7 128 Domare: Francisco Salinas Ramirez |
| 16:00 | 16:00           |                                   |                 |                               | Publik: 7 128 Domare: Francisco Salinas Ramirez | Publik: 7 128 Domare: Francisco Salinas Ramirez |
| 16:00 | 16:00           |                                   |                 |                               | Publik: 7 128 Domare: Francisco Salinas Ramirez | Publik: 7 128 Domare: Francisco Salinas Ramirez |

|       | #38 – 1/12/2000 | Brasilien                                                                                  | 8 – 0           | Portugal | Domo Polideportivo de la CDAG      |                                    |
| 18:00 | 18:00           | Manoel Tobias 3′, 39′ Schumacher 14′ Andre 17′ Vander 28′ Almir 31′ Indio 37′ Anderson 40′ | (3 – 0) Rapport |          | Publik: 7 128 Domare: Felix Chavez | Publik: 7 128 Domare: Felix Chavez |
| 18:00 | 18:00           |                                                                                            |                 |          | Publik: 7 128 Domare: Felix Chavez | Publik: 7 128 Domare: Felix Chavez |
| 18:00 | 18:00           |                                                                                            |                 |          | Publik: 7 128 Domare: Felix Chavez | Publik: 7 128 Domare: Felix Chavez |

### Bronsmatch
|       | #39 – 3/12/2000 | Ryssland                               | 2 – 4           | Portugal                              | Domo Polideportivo de la CDAG     |                                   |
| 16:30 | 16:30           | Denis Agaphonov 5′ Boris Kupetskov 10′ | (2 – 1) Rapport | Vitinha 15′ Majo 27′, 28′ Formiga 38′ | Publik: 7 568 Domare: Pedro Galan | Publik: 7 568 Domare: Pedro Galan |
| 16:30 | 16:30           |                                        |                 |                                       | Publik: 7 568 Domare: Pedro Galan | Publik: 7 568 Domare: Pedro Galan |
| 16:30 | 16:30           |                                        |                 |                                       | Publik: 7 568 Domare: Pedro Galan | Publik: 7 568 Domare: Pedro Galan |

### Final
|       | #40 – 3/12/2000 | Spanien                                                          | 4 – 3           | Brasilien                                 | Domo Polideportivo de la CDAG    |                                  |
| 16:30 | 16:30           | Daniel 2′ Javi Sanchez 20′ Javi Rodríguez 36′ (str.), 39′ (str.) | (2 – 1) Rapport | Anderson 18′ Manoel Tobías 30′ Vander 35′ | Publik: 7 568 Domare: Ivan Novak | Publik: 7 568 Domare: Ivan Novak |
| 16:30 | 16:30           |                                                                  |                 |                                           | Publik: 7 568 Domare: Ivan Novak | Publik: 7 568 Domare: Ivan Novak |
| 16:30 | 16:30           |                                                                  |                 |                                           | Publik: 7 568 Domare: Ivan Novak | Publik: 7 568 Domare: Ivan Novak |

## Utmärkelser
| Världsmästare i futsal 2000     | Världsmästare i futsal 2000                               | Världsmästare i futsal 2000 |
| ------------------------------- | --------------------------------------------------------- | --------------------------- |
| Spanien                         |                                                           |                             |
| Adidas Golden Ball              | Adidas Golden Shoe                                        | FIFA Fair Play award        |
| Manoel Tobías Schumacher Daniel | Manoel Tobías (19 mål) Vander (14 mål) Schumacher (8 mål) | Brasilien                   |